# Olga Zhekúlina
Olga Anatólievna Zhekúlina (en ruso: О́льга Анато́льевна Жеку́лина; 4 de octubre de 1900 – 5 de agosto de 1973), fue una destacada pintora rusa y una de las famosas titiriteras soviéticas.
Ella fue miembro de la Unión de Artistas de Moscú.

## Biografía
Olga Zhekúlina nació en 1900 en una familia noble. Originalmente recibió educación artística en el estudio privado del famoso artista ruso Konstantin Yuon, donde estudió hasta 1917.
Desde 1918 hasta 1921 estudió en los Talleres de Arte Libre de Konstantin Korovin (y en 1921 en los Talleres de Enseñanza Superior del Arte y de la Técnica, una escuela artística del Estado). Ese mismo año fue expulsada de esta última institución por su origen no proletario.
La actividad creativa seria de Zhekúlina comenzó a finales de los años 1910 y 1920.
En los años 20, Zhekúlina participó en la vida de la Asociación Zhar-Tsvet, que también estaba formada por Arkhipov, Bogorodski, Dobuzhinsky, Petrov-Vodkin, Voloshin, y otros artistas importantes de la época.

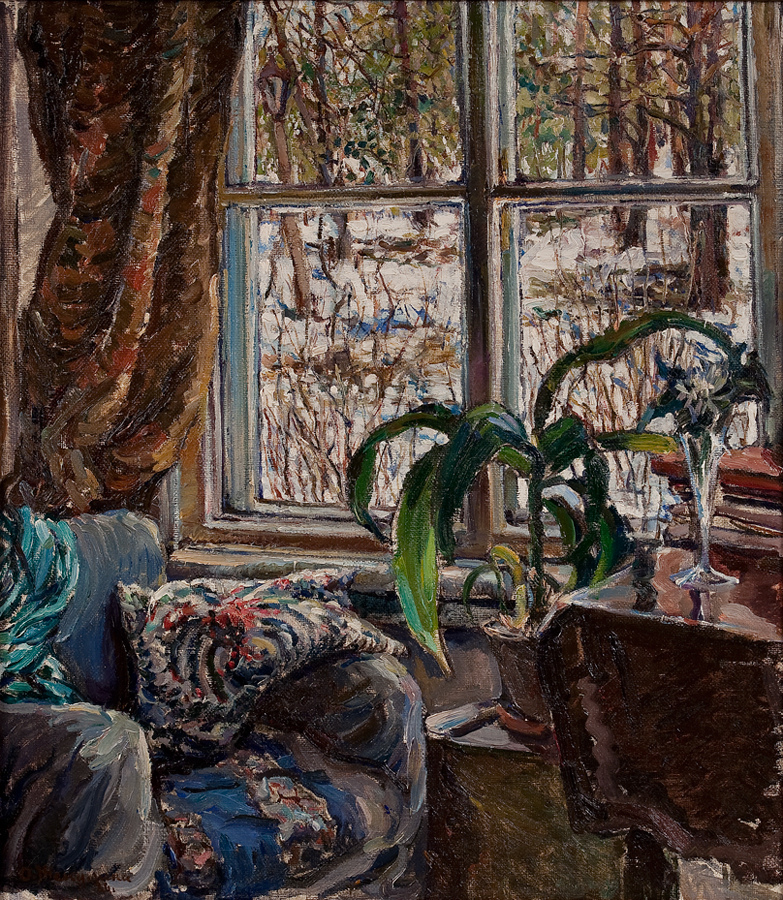
Ventana. 1926

En 1930, se hizo conocida formar parte del escenario de La importancia de llamarse Ernesto de Oscar Wilde, en una sucursal del Teatro Maly de Moscú.
Después de ello, trabajó durante casi 20 años como artista de teatro de títeres de la Casa de los Pioneros de Moscú.
En la década de 1950, se convirtió en miembro de la Unión de Artistas de Moscú. A finales de la década de 1950, Zhekúlina trabajaba en una importante orden estatal: una serie de paisajes de la calle moscovita Krasnaya Presnya.
En la década de 1960, Zhekúlina estaba trabajando en un "ciclo Valdai", dedicado al campo ruso.
Murió en 1973. Durante su vida, llegó a crear unas 200 obras.

## Familia
Su padre fue un agrónomo distrital, y luego banquero. Fue políticamente reprimido.
El hermano mayor de Olga, Sergey, era profesor de psicología. Mientras que su hermano menor, Leo, fue un famoso científico e ingeniero, autor de cientos de artículos científicos. Leo trabajó con Serguéi Koroliov.

## Características de su obra
En los comienzos, su obra tiene la influencia de Korovin pero, más adelante, logra ser reconocible a través de un estilo propio. Sus pinturas se caracterizan por la sutil manera en que maneja los efectos lumínicos, la originalidad en los puntos de vista y una manera de embellecer, como alejándolos de lo temporal, los paisajes y bodegones.

## Galería
|               |
| Nubes rosadas |

|                                     |
| Bodegón con caballo de madera. 1926 |

|  |
|  |